# Sezgin Coşkun
Sezgin Coşkun (Ardahan, 23 agosto 1984) è un allenatore di calcio ed ex calciatore turco, di ruolo difensore.